# أنوثة

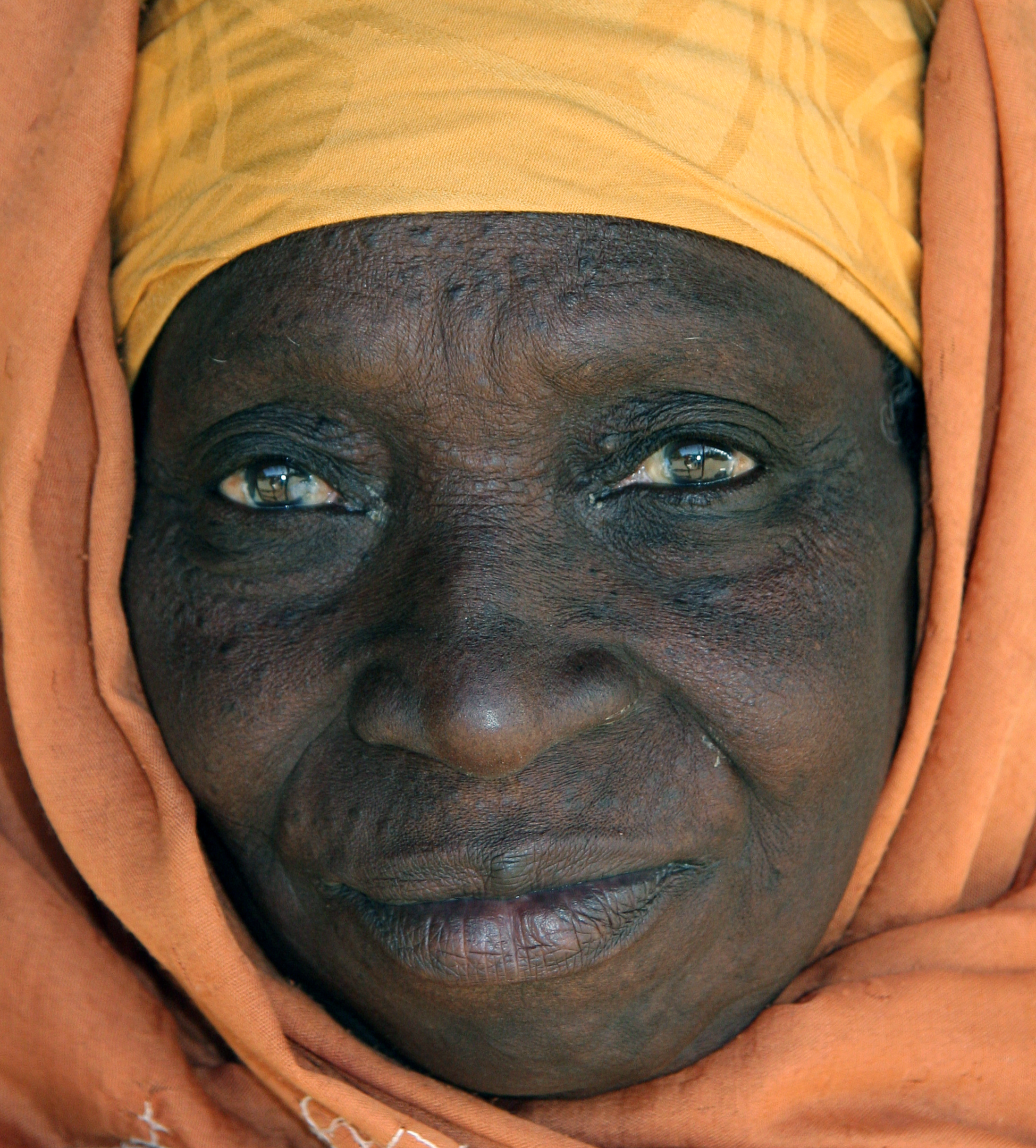
امرأة غامبية طاعنة في السن ترتدي حجابًا

الأنوثة هي مجموعة السمات البيولوجية والجسدية عند الفرد، وقد تشمل الكلمة أيضاً مجموعة الصفات النفسية أو الشكلية الخارجية كاللباس ولكن في هذه الحالة تكون افتراضات فرضها المجتمع حتى باتت المعنى الأساسي للكلمة في المجتمعات فحلت الفرضية مكان الواقع.

## الملابس والمظهر
في الثقافات الغربية؛ عادة ما يُشير مصطلح أنوثة إلى السيدة الطويلة ذات الشعر المتدفق والمنسدل خلفها وذات الجلد الواضح والخصر الضيق مع خلو الجسم من الشعر. أما في الثقافات الأخرى؛ فيختلف الأمر نسبيا فعلى سبيل المثال يُعتبر شعر الإبط لدى السيدات من العلامات المُقززة في حين ترى ثقافات أخرى أنه مظهر من مظاهر الجمال والكمال. اليوم، اللون الوردي يرتبط بقوة مع الأنوثة، بينما في وقت مبكر من بداية القرن العشرين كان الوردي مرتبطا مع الأولاد والأزرق مع الفتيات.
لطالما تعرضت معايير الجمال والأنوثة لانتقادات لاذعة من قبل النسويات وغيرهن وذلك بسبب التقليد الأعمى أو بسبب تقييد حرية السيدة فيما تراه مناسبًا لها ومناسبا لصحتها. جدير بالذكر هنا أن الغالبية العظمى من النساء في الدول الغربية تُلقي باللوم على معايير الجمال والنحافة التي تسببت في انتشار فقدان الشهية العصابي وغيرها من اضطرابات الأكل.
بالنسبة للبلدان الإسلامية فإنه من المطلوب من السيدة تغطية رأسها بحجابٍ كونه يُعتبر رمزا من رموز الأنوثة والحياء ثم الأخلاق.

### التاريخ

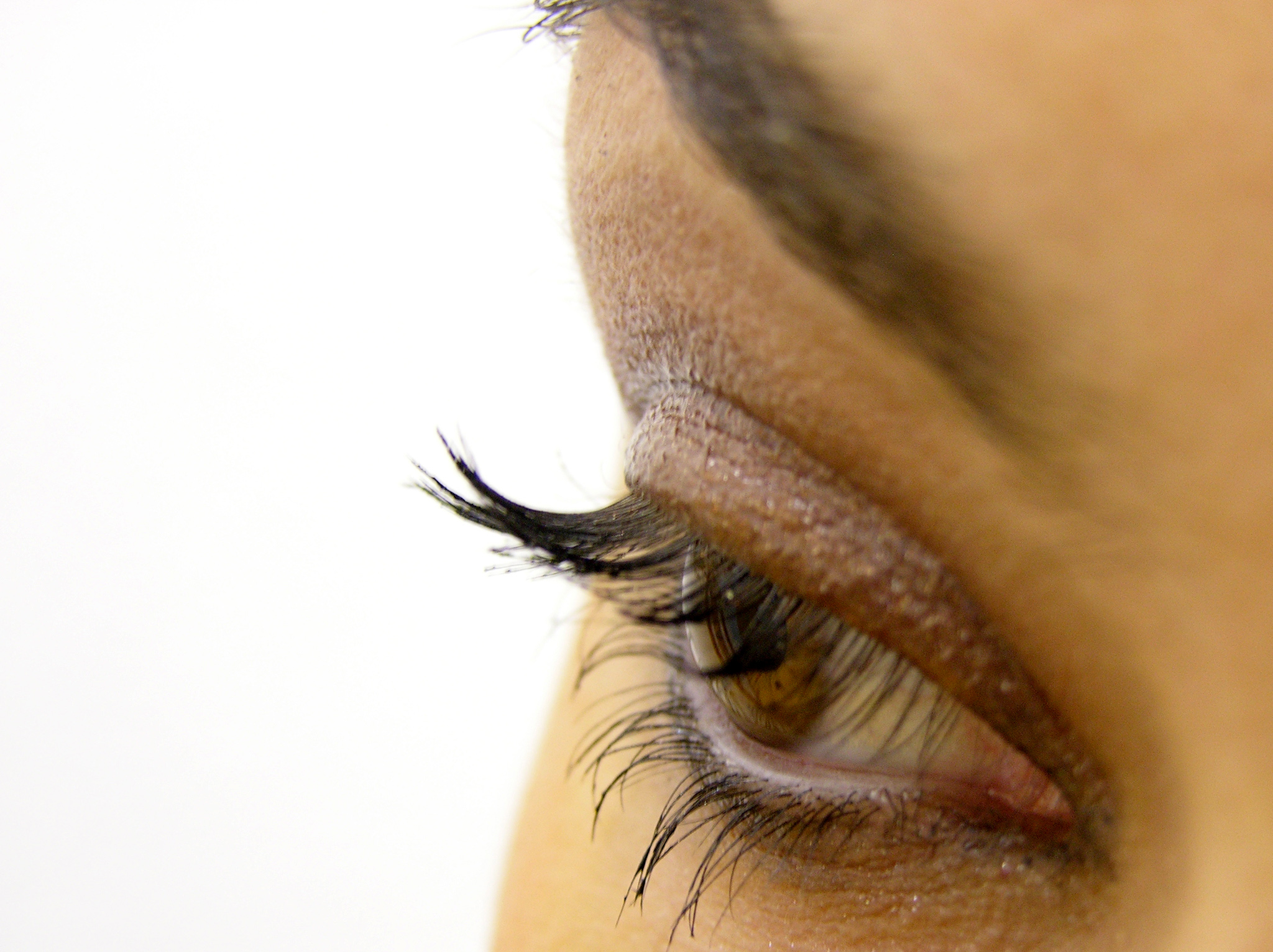
في بعض الثقافات؛ تُعدُّ مستحضرات التجميل من عوامِل الأنوثة

تختلف المعايير الثقافية اختلافا كبيرا حول مفهوم الأنوثة، فعلى سبيل المثال لا الحصر كانت الكعوب العالية في القرن السادس عشر في فرنسا من اختصاص الرّجال ولم تكن تمت للأنوثة بأية صفة لكن الأمور انعكست 180 درجة في الوقت الحالي حيث بات الكعب الحالي أحد سمات الجمال والأنوثة لدى النساء في فرنسا وخارجها.
في مصر القديمة؛ كانت الفساتين المُطرزة والمٌحاكة من اختصاص الإناث وبالتالي كانت تُشير إلى أنوثتهن على عكس العطور، مستحضرات التجميل والمجوهرات التي كان يرتديها الرجال والنساء على حد سواء. أَمّا في بلاد فارس القديمة فإنَّ الملابس والفساتين وما إلى ذلك كانت مُخصصة للجنسين معّا على الرغم من أن المرأة كانت -ولا زالت- ترتدي الحجاب والطرحة. أما المرأة في اليونان القديمة فقد ارتدت ملابس قصيرة نوعًا ما لإبراز أنوثتها على عكس النساء في روما القديمة واللاتي ارتدين البالا أو العباءات المستطيلة.

### التعديل في الجسم
التعديل في الجسم هو إجراء تغيير متعمد في جسم الإنسان لغرض الحصول على الجمالية أو المثالية أو غير ذلك من الأغراض الطبية. واحدٌ من هذه التغييرات يتم من أجل اكتساب -أو تعزيز- الخصائص الأنثوية في جسد السيدة.
لعدة قرون؛ كانت القدمان الصغيرتان في الإمبراطورية الصينية تدل على الأرستقراطية وتُعتبَرُ ميزة من أبرز مميزات النساء حينها. في تلك الفترة؛ حاولت غالبية النساء الصينيات تصغير قدمهن بأي طريقة من الطرق من أجل تعزيز أنوثتهن ونيل رضا الرجال على الرغم من أن عملية التصغير كانت صعبة جدا ومؤلمة للغاية بل لدرجة العجز عن المشي لفترات طويلة.

في بعض الأجزاء من قارة أفريقيا وآسيا؛ تُعد حلقات العنق التي ترتديها النساء من أجل تمديد الرقبة أحد أبرز مقومات جمال السيدة، لذلك تُعتبَر الرقبة الطويلة -في هذه الثقافات- علامة على الجمال الأنثوي. جدير بالذكر هنا أن بعض النساء في كل من بورما ونساء بوروندي لا زالوا يُمارسون هذا النوع من تعديل الجسم كدليل على الرقي والجمال والأنوثة. كما يعد ثقب الأذنين والأنف وحتى الشفة السفلى في بعض الأحايين من علامات الأنوثة في نيجيريا وفي بعض الحضارات.

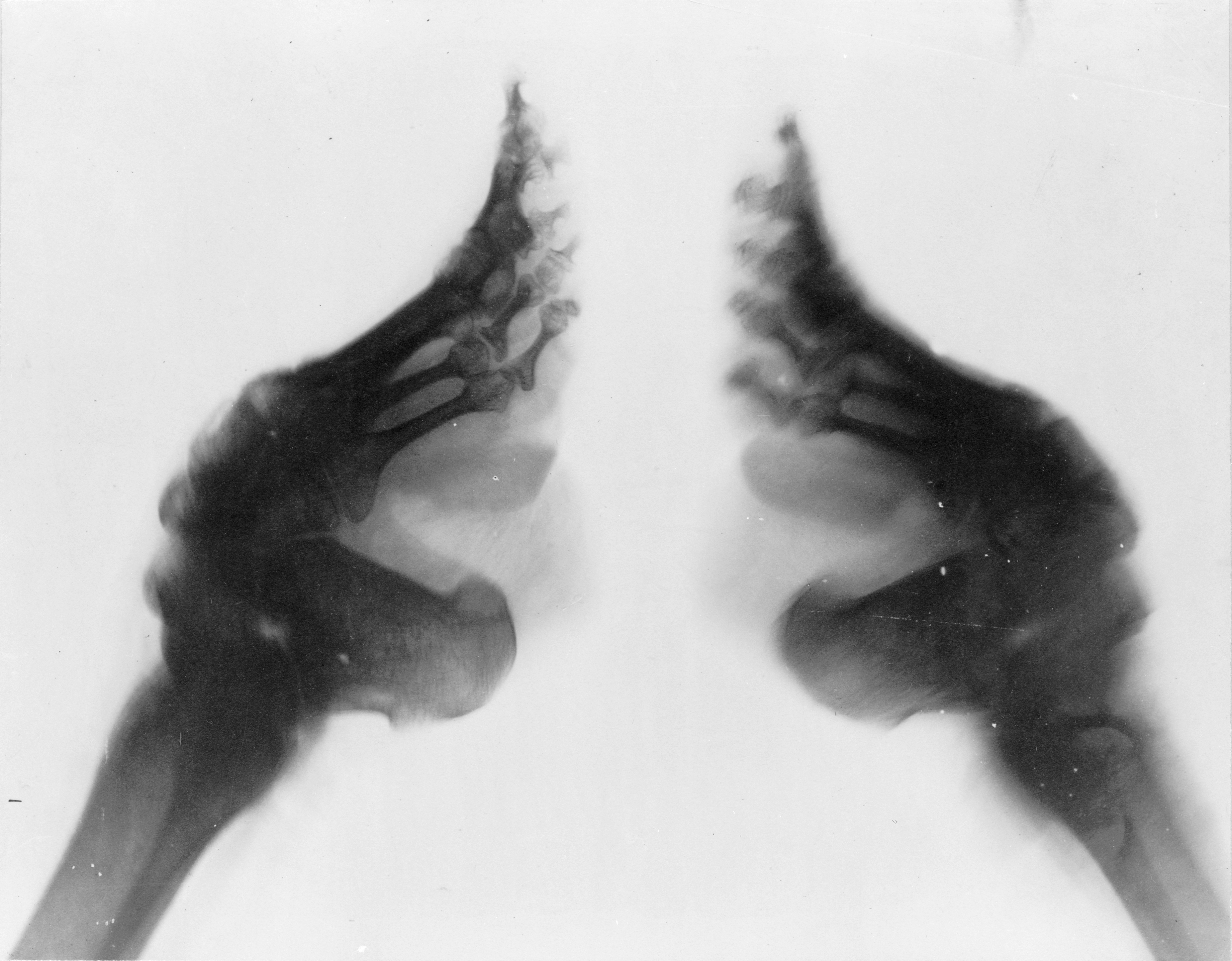
في الصين وحتى القرن العشرين كانت أرجل النساء الصغيرة علامة على الأرستقراطية والأنوثة
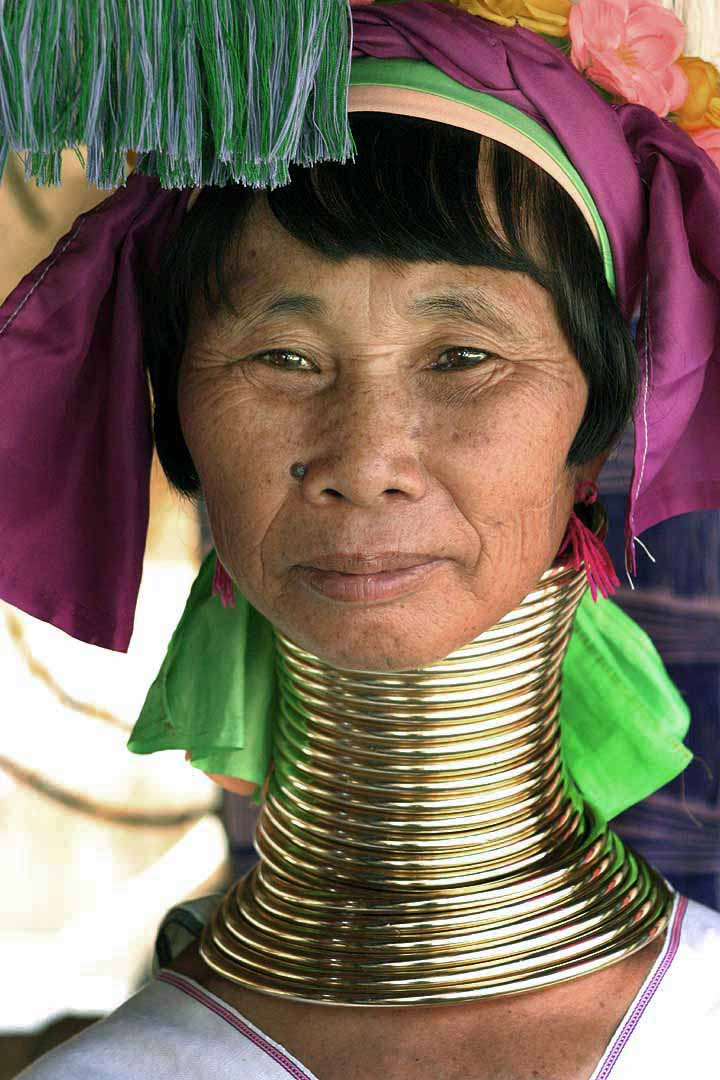
في شعب بورما (ميانمار)، يُعد ارتداء حلقات الرقبة علامة على الجمال الأنثوي.

## الأنوثة المثالية

### وجهات النظر العلمية

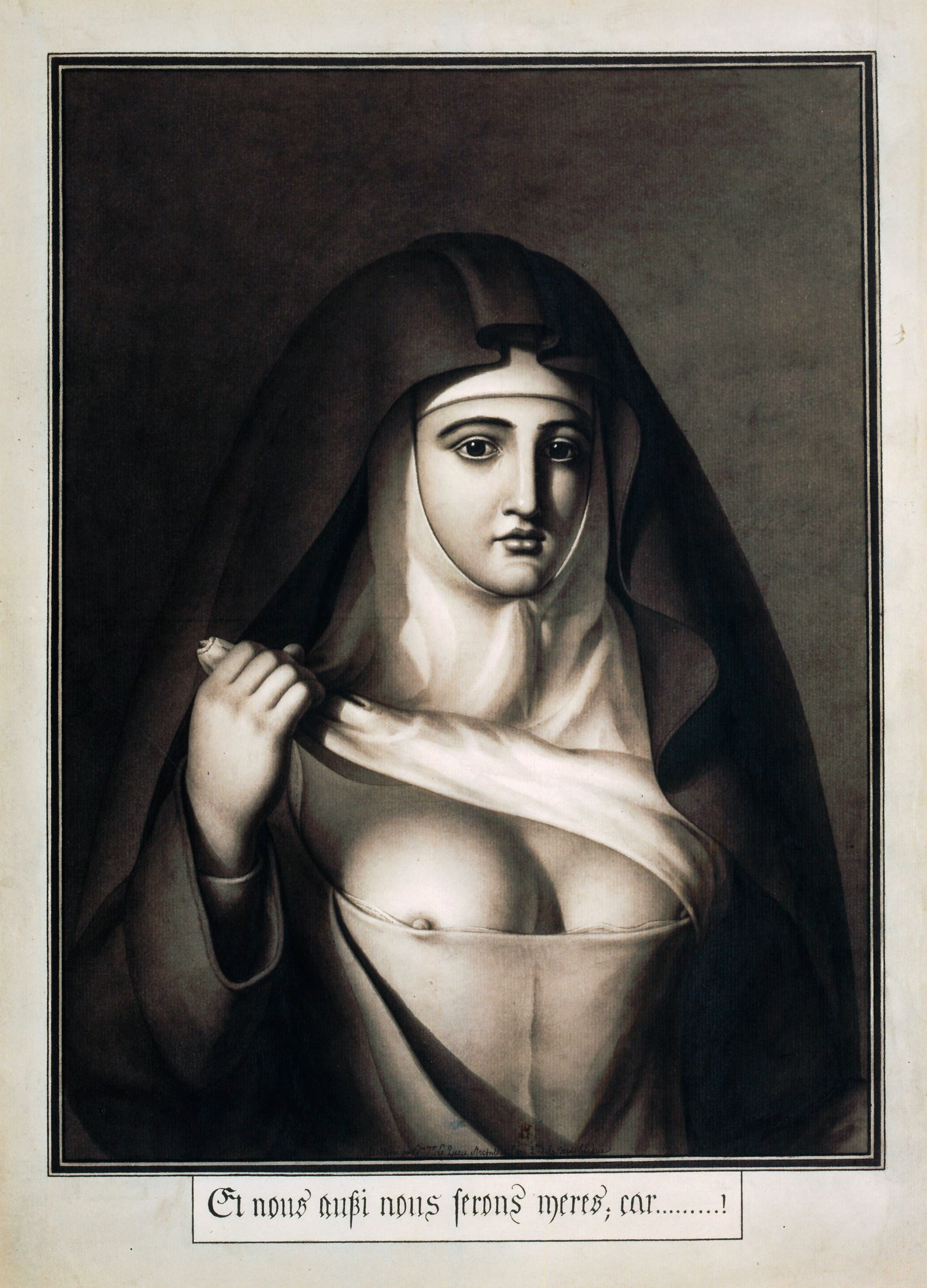
لوحة بعنوان ونحن أيضا يجب أن نكون أمهات، لأن ...! للفنان الفرنسي جان جاك لوكو عام 1794

لفهم مصطلح «الأنوثة المثالية»؛ يجب أولاً فهم معنى الأنوثة. هذا المعنى يُجسّد كوكبة من المعاني ويُشير عمومًا إلى السمات والسلوكيات البيولوجية والطبيعية التي تجعل السيدة أنثى كما ولدت خلالَ عمليات التنشئة الاجتماعية. يعتمدُ دور الجنسين في التنشئة الاجتماعية على النمذجة وتعزيز الفتيات والنساء على تعلم واستيعاب ما يُطلب منهن اجتماعيًا جنبا إلى جنب مع الصفات والسلوكيات التي تدخل ضمن إطار السلوك الجنسي. إنّ سيكولوجية المرأة تُحيل إلى أن هناك العديد من المشاكل النفسية التي ترتبط بمفهوم الأنوثة بين النساء والمراهقات على حد سواء. لقد تسبب "بناء" الأنوثة في عددٍ من الآثار السلبية على النساء، وما ينقص في البحث الحالي عن الأنوثة هي «أداة تسمح لفهم جوانب المرأة الذاتية وتجاربها فضلا عن تقييم علاقاتها.»
لقد نوقش موضوع الأنوثة المثالية على مدى قرون. فمثلا كتبت فرجينيا وولف في إحدى مقالاتها: «طوال كل هذه القرون كانت النساء تبحثن عن طرق وأساليب تعكس شخصيتها في عين الرجل.» ترى وولف أن الأنوثة المثالية قد أثرت على الكثير من النساء ودفعتهن إلى التخلي عن الكثير من الأمور حيث تقول: «كانت متعاطفة بشكل مكثف، كانت ساحرة، ولم تكن أنانية أبدًا. لقد برعت في فنون الحياة الأسرية حيث ضحت بنفسها يوميا. فإذا كان هناك طبق دجاج تأخذ هي الساق، أما إذا حضرت جلسة عائلية فتأخ مكانها في الجانب ... باختصار كانت تمانع كل رغباتها الخاصة من أجل التعاطف دائما مع عقول ورغبات الآخرين.»
أمّا الكاتبة الشهيرة سيمون دي بوفوار فقد أشارت إلى أن المرأة هي «الآخر». ترى بوفوار أنه «يُمكن للإنسان أن يفكر في نفسه باستثناء المرأة؛ فهي لا تستطيع التفكير في نفسها دون تفكيرٍ في الرجل. هي ببساطة مجرد "أداة للجنس" أو ربما للجنس المطلق لا أقل ولا أكثر.» ترى بوفوار كذلك أن المرأة هي «الجنس الثاني» كونها ثانوية في حياة الرجال.
حلّلت بيتي فريدان في كتابها الصادر تحت عنوان الغموض الأنثوي موضوع الأنوثة المثالية، حيث تُشير إلى أن «الغموض الأنثوي يشجع النساء على تجاهل السؤال من هويتهن ... عادة ما تكون الإجابة عن السؤال 'من أنا؟' بالقول 'زوجة أو أم مريم وهكذا. – لم يعد للمرأة الأمريكية تصور خاص عن نفسها ولم تعد قادِرة على البوح بمن هي أو من تُريد أن تكون!» تُواصِل بيتي في الوقت ذاته: «المرأة لا تُعتبر أنثى إذا لم تلتزم بهذه المعايير المجتمعية والأعراف ... جوهر المشكلة بالنسبة للمرأة اليوم ليس المشكل الجنسي بل مشكلة الهوية.»